# Holger Fricke

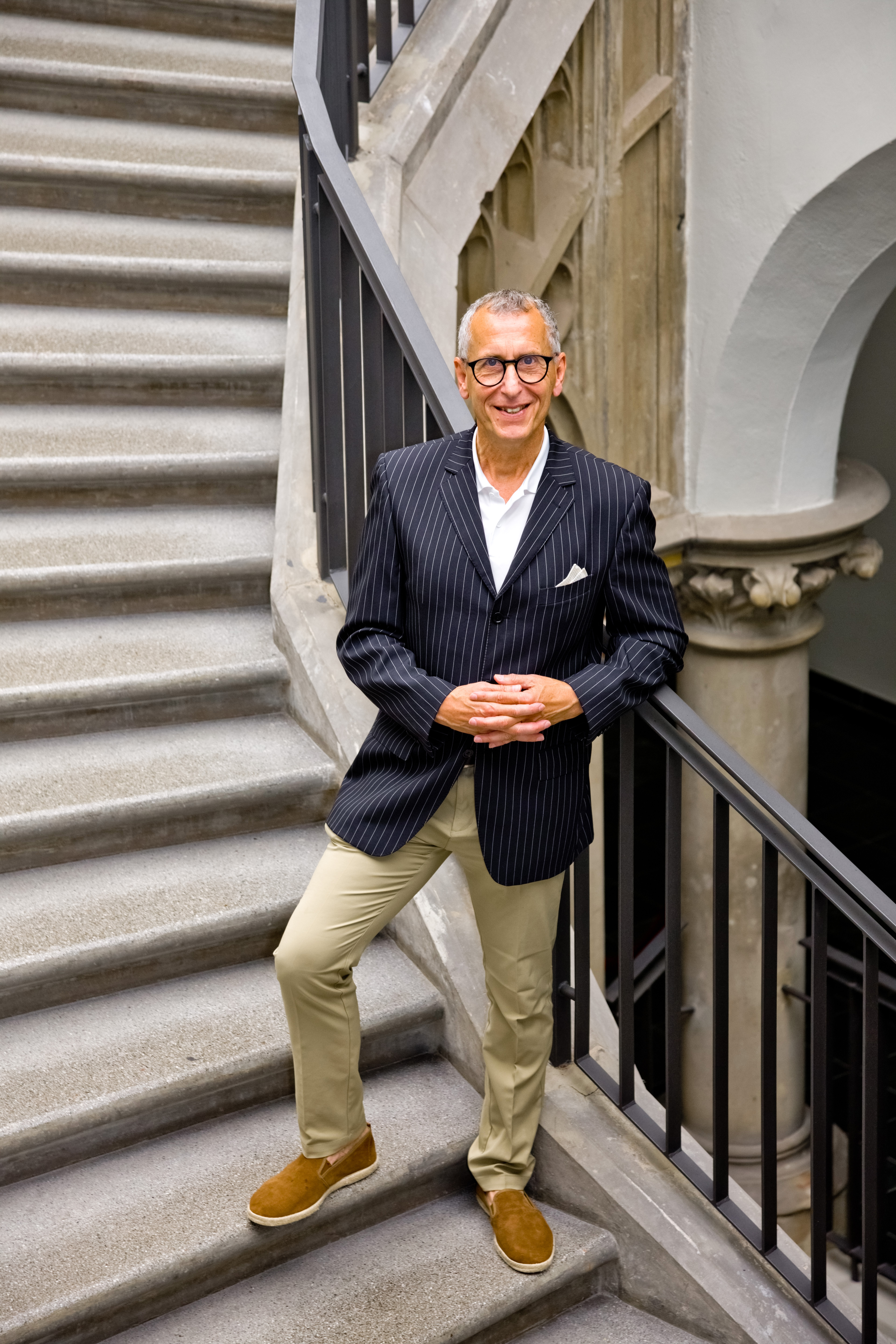
Holger Fricke 2023

Holger Fricke (* 1959 als Holger Bloehte) ist ein deutscher Politiker (Bündnis Deutschland, davor BiW) und ehemaliger Journalist. Seit Juni 2023 ist er Mitglied der Bremischen Bürgerschaft.

## Biografie
Fricke absolvierte nach seinem Realschulabschluss eine Ausbildung zum Orthopädietechniker. Ab 1980 war er bei den Stahlwerken Bremen (heute ArcelorMittal Bremen) tätig, zunächst bis 1988 als technischer Angestellter, anschließend als Personalsachbearbeiter.
1991 wechselte Fricke zur Redaktion der Bild Bremen, wo er als freier Fotograf einstieg. Nach dem Besuch mehrerer interner Weiterbildungen beim Verlagshaus Axel Springer wurde er 2001 Foto- und Textredakteur. 2012 wurde er Chefreporter der Bild Bremen, diese Tätigkeit übte er bis zum 30. April 2023 aus. In dieser Zeit gehörte er auch der Bremer Landespressekonferenz an. Für die Bild schrieb er zuweilen unter dem Namen Holger Bloehte.
Fricke ist seit 2005 verheiratet. Hierbei nahm er den Namen seiner Ehefrau an. Bei der Bild-Zeitung war er aber weiterhin unter seinem Geburtsnamen Bloehte tätig. Er hat eine Tochter.

### Politik
Bei Bürgerschaftswahl 2023 kandidierte Fricke auf Platz 5 der Bremer Liste der BIW. Er zog über die Liste in die Bürgerschaft ein. Kurz nach der Wahl ging BIW in der Partei Bündnis Deutschland auf.